# Monosexualidad
El término monosexualidad es un neologismo que surge de colocar en la misma categoría a la homosexualidad y la heterosexualidad, debido a que ambas solo pueden relacionarse erótica y amorosamente con un solo género (ya sea del mismo o del otro).
Los antónimos al término monosexual serían bisexual (ya que este hace referencia a la posibilidad de relacionarse erótica o emocionalmente con todos los géneros), polisexual (capacidad de sentir atracción sexual y emocional por dos o más géneros) y plurisexual (atracción por múltiples géneros) que se usan para englobar en un solo término a la homosexualidad y la heterosexualidad.